# Pueblo turkana
Los turkanas son un pueblo nilótico de Kenia, que cuenta con unas 340.000 personas. Habita en el condado de Turkana en el noroeste de Kenia, una zona seca y de altas temperaturas cerca del lago Turkana en el este. Denominan a su tierra Turkan. Al sur de los turkanas habitan los Pokot (Pökoot), Rendille, y Samburu. El idioma de los turkanas, una lengua nilótica oriental, también es llamado turkana; su propia denominación del mismo es Ng'aturk(w)ana o nga Turkana. 
El pueblo turkana se llaman a sí mismos Ngi Turkana. En su gran mayoría son pastores nómadas. 
Los turkanas se destacan por criar camellos y tejer cestas. En sus tradiciones orales hacen referencias a sí mismos como el pueblo del toro gris, en referencia al ganado vacuno, cuya domesticación desempeñó un papel importante en su historia. A fines del siglo XX, algunos programas de desarrollo han intentado introducir técnicas de pesca entre los turkanas (un tabú en la sociedad turkana) con distintos grados de éxito.
Se cree que el pueblo turkana provienen de raíces hamito-semíticas. Se sospecha que ellos podrían haberse originado en el Norte de África y del otro lado del mar Rojo. Son un grupo étnico conservador con un estilo de cultura estricto.

## Galería

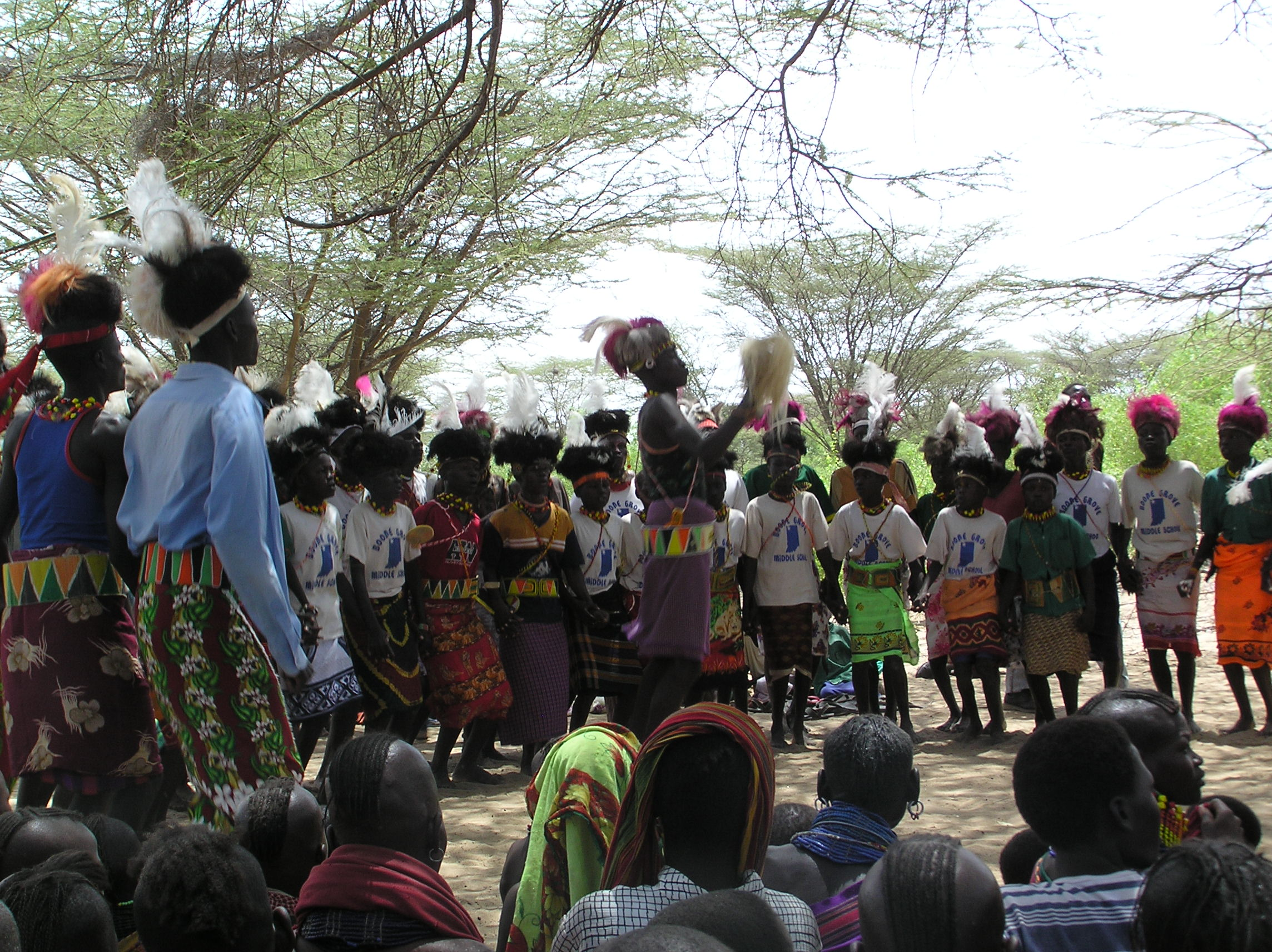
Danza tradicional turkana.
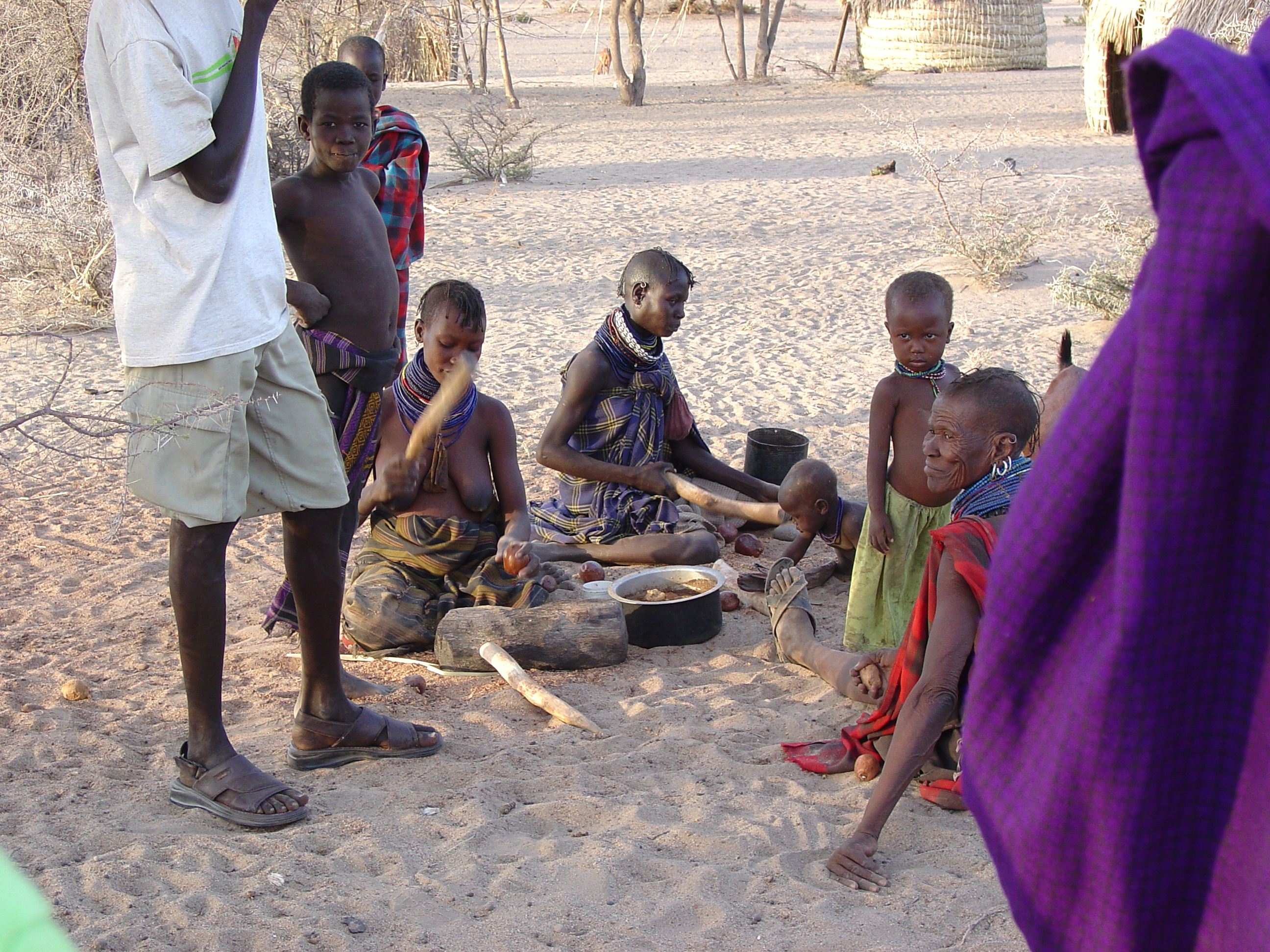
Mujeres turkanas rompiendo nueces de palma. La nuez interna es utilizada como alimento.
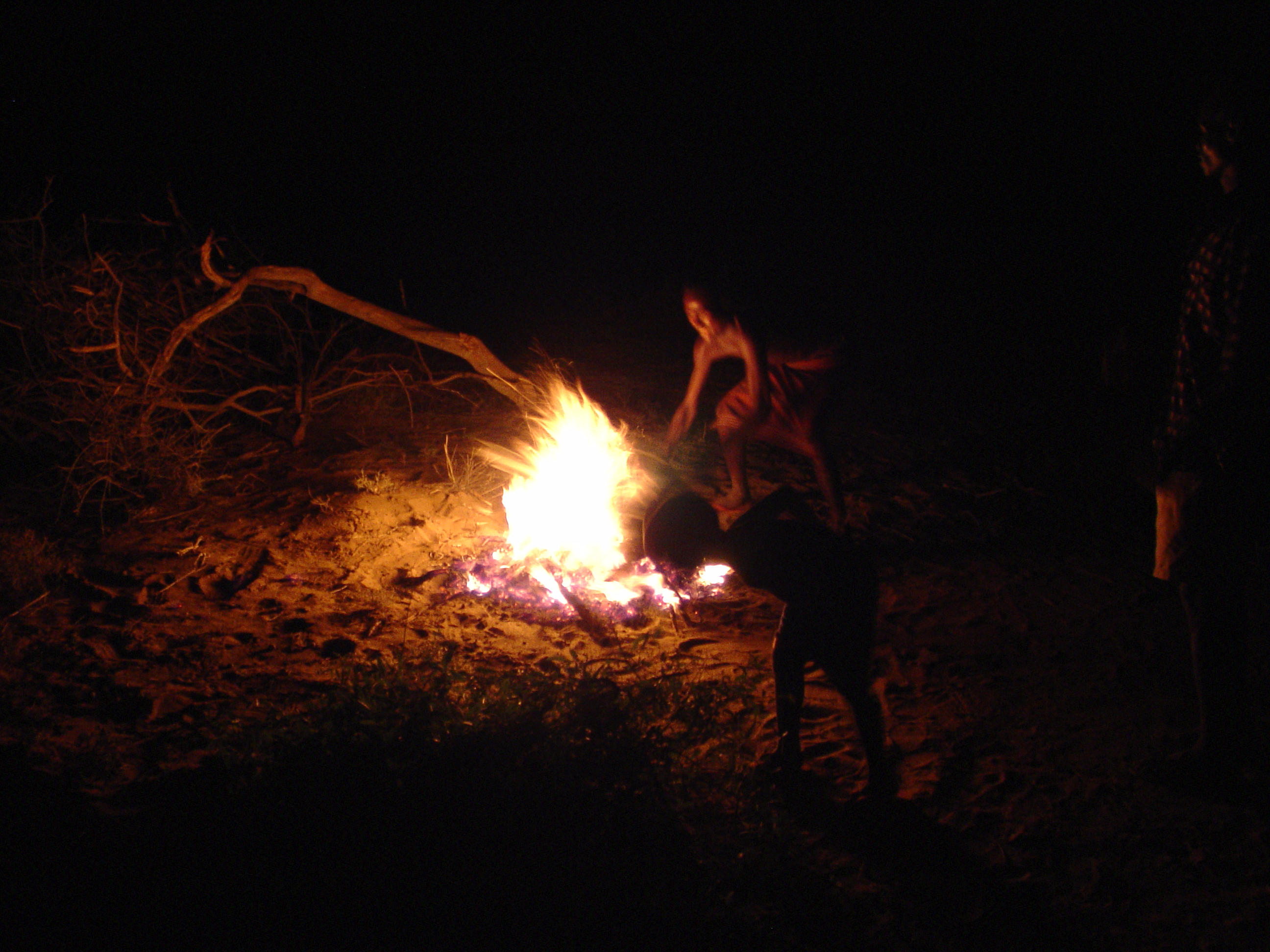
Hombres turkanas asando un chivo durante una comida comunitaria.
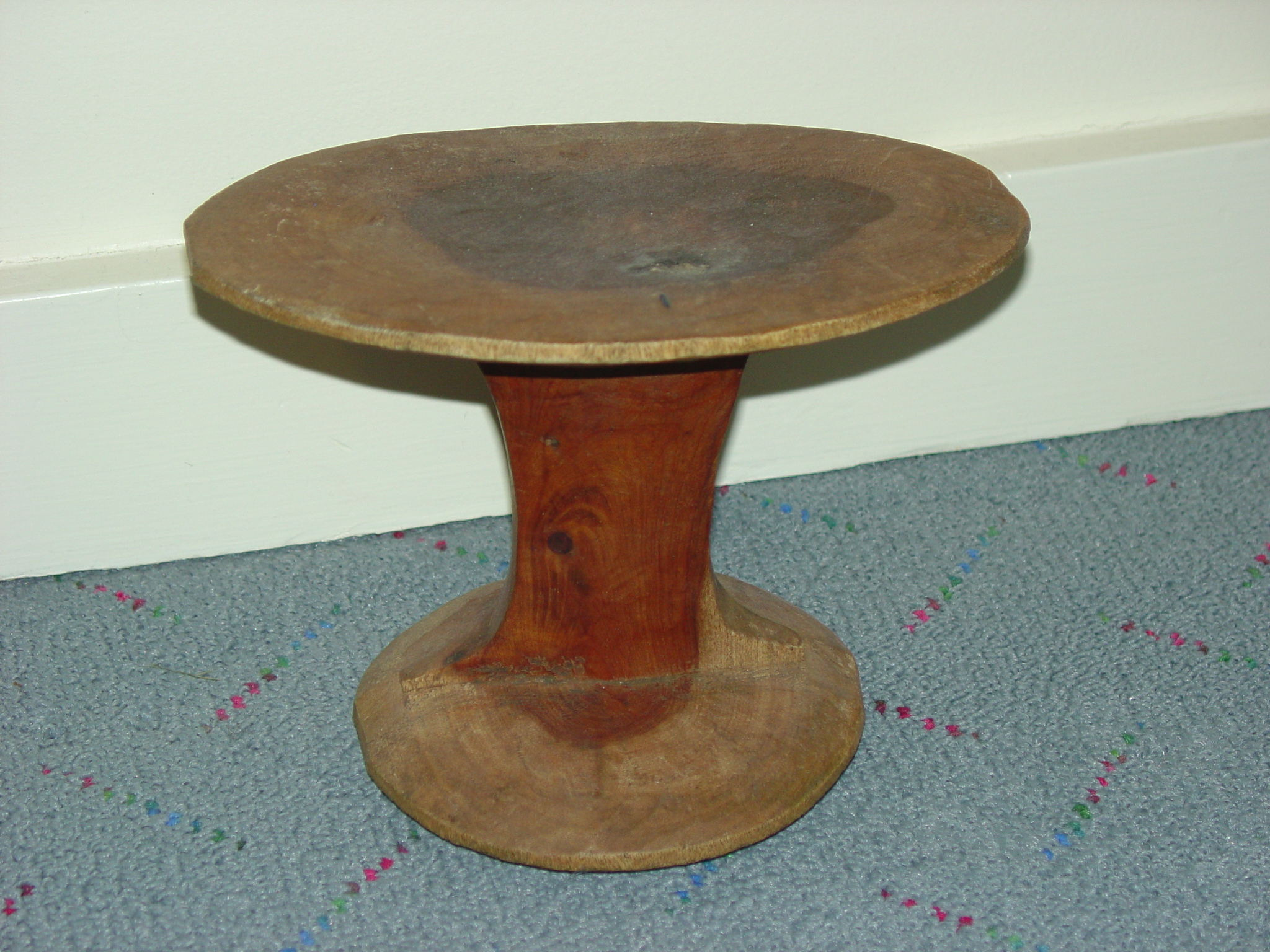
Banco de madera utilizado por hombres turkana. Es tallado en madera y tratado con jugo de tabaco.